# A Kínai Népköztársaság autonóm területei
A Kínai Népköztársaság autonóm területei (AR; kínai: 自治区, pinjin: ci-csi-csü) első szintű közigazgatás egységei. A kínai tartományokhoz hasonlóan az autonóm területeknek saját kormányuk van, viszont ez utóbbiak több törvényhozói joggal bírnak. Az autonóm régió egy kisebbségi entitás, amelyben magasabb számú egy bizonyos etnikai kisebbségi csoport népessége.
Belső-Mongólia Autonóm Területet 1947-ben, Hszincsiang–Ujgur Autonóm Területet 1955-ben, Kuanghszit és Ninghsziát 1958-ban és Tibeti Autonóm Területet 1965-ben hozták létre. A helyi han kínai emberek hevesen tiltakoztak azellen, hogy Kuanghszit és Ninghsziát a csuangok és a hujok autonóm területeként nevezzék, mondván, hogy a lakosság kétharmada han kínai. Annak ellenére, hogy a kínai mongolok száma Belső-Mongóliában az összlakosság még kevesebb százalékát jelenti a kínai polgárháború miatt kevés esély volt bármilyen tüntetésre.

## Az autonóm területek listája
| Kisebbség | Magyarul                          | Egyszerűsített kínai Pinjin                | Helyi elnevezés SASM/GNC átírással (nyelv)                                          | Rövidítés                | Főváros                     |
| --------- | --------------------------------- | ------------------------------------------ | ----------------------------------------------------------------------------------- | ------------------------ | --------------------------- |
| Csuang    | Kuanghszi-Csuang Autonóm Terület  | 广西壮族自治区 Guǎngxī Zhuàngzú Zìzhìqū    | Gvangjish Bouxcuengh Swcigih (csuang nyelven)                                       | 桂 Guì (GZAR)            | Nanning (南宁; Nanzningz)   |
| Mongol    | Belső-Mongólia Autonóm Terület    | 内蒙古自治区 Nèi Měnggǔ Zìzhìqū            | ᠦᠪᠦᠷ ᠮᠣᠩᠭᠤᠯ ᠤᠨ ᠥᠪᠡᠷᠲᠡᠭᠡᠨ ᠵᠠᠰᠠᠬᠣ ᠣᠷᠣᠨ Öbür mongγol-un öbertegen zasaqu orun (mongol) | 內蒙古 Nèi Měnggǔ (IMAR) | Hohhot (呼和浩特; ᠬᠥᠬᠡᠬᠣᠲᠠ) |
| Tibeti    | Tibeti Autonóm Terület            | 西藏自治区 Xīzàng Zìzhìqū                  | བོད་རང་སྐྱོང་ལྗོངས། Poi Ranggyong Jong (tibeti)                                           | 藏 Zàng (TAR)            | Lhásza (拉萨; ལྷ་ས།)         |
| Ujgur     | Hszincsiang-Ujgur Autonóm Terület | 新疆维吾尔自治区 Xīnjiāng Wéiwú'ěr Zìzhìqū | شىنجاڭ ئۇيغۇر ئاپتونوم رايونى Xinjang Uyĝur Aptonom Rayoni (ujgur)                  | 新 Xīn (XUAR)            | Ürümcsi (乌鲁木齐; ئۈرۈمچی) |
| Huj       | Ninghszia-Huj Autonóm Terület     | 宁夏回族自治区 Níngxià Huízú Zìzhìqū       | a hujok kínaiul beszélnek                                                           | 宁 Níng (NHAR)           | Jincsuan (银川)             |

## Statisztika

### Lakosság
| Közigazgatási terület | Nemzeti részesedés (%) | 2010-es népszámlálás | 2000-es népszámlálás | 1990-es népszámlálás | 1982-es népszámlálás | 1964-es népszámlálás | 1954-es népszámlálás |
| --------------------- | ---------------------- | -------------------- | -------------------- | -------------------- | -------------------- | -------------------- | -------------------- |
| Kuanghszi-Csuang      | 3.5                    | 46,026,629           | 43,854,538           | 42,245,765           | 36,420,960           | 20,845,017           | 19,560,822           |
| Belső-Mongólia        | 1.9                    | 24,706,321           | 23,323,347           | 21,456,798           | 19,274,279           | 12,348,638           | 6,100,104            |
| Ninghszia-Huj         | 0.5                    | 6,176,900            | 5,486,393            | 4,655,451            | 3,895,578            | *                    | *                    |
| Tibet                 | 0.2                    | 3,002,166            | 2,616,329            | 2,196,010            | 1,892,393            | 1,251,225            | 1,273,969            |
| Hszincsiang           | 1.6                    | 21,813,334           | 18,459,511           | 15,155,778           | 13,081,681           | 7,270,067            | 4,873,608            |

### Az autonóm területek etnikai összetétele (%, 2000)
| Közigazgatási terület   | Etnikai csoport | Han kínai | Harmadik legnagyobb etnikai csoport |
| ----------------------- | --------------- | --------- | ----------------------------------- |
| Xinjiang (ujgur)        | 45,21%          | 40,58%    | 6,74% (kazak)                       |
| Tibet (tibeti)          | 92,8%           | 6,1%      | 0,35% (huj)                         |
| Belső-Mongólia (mongol) | 17,13%          | 79,17%    | 2,14% (mandzsu)                     |
| Ninghszia (huj)         | 33,9%           | 65,5%     | 1,16% (mandzsu)                     |
| Kuanghszi (csuang)      | 32,0%           | 62,0%     | 3,0% (jao)                          |

Megjegyzés: A „Harmadik legnagyobb etnikai csoport” oszlopban az etnikai csoport zárójelben szerepel.